# José Manuel Martínez

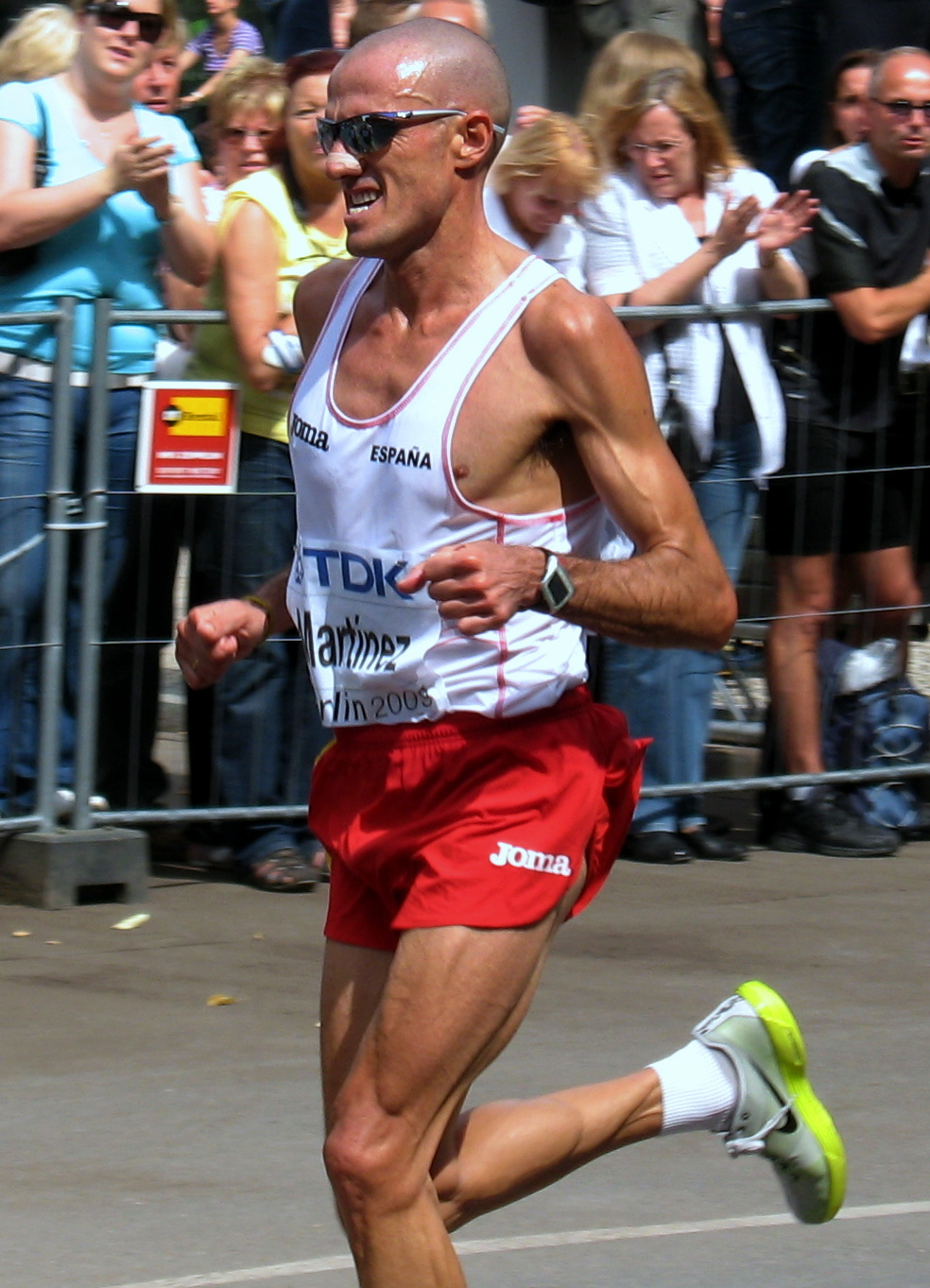
José Manuel Martínez beim Marathon der Weltmeisterschaften 2009

José Manuel Martínez (José Manuel Martínez Fernández, Spitzname „Chema“; * 22. Oktober 1971 in Madrid) ist ein spanischer Langstreckenläufer.

## Werdegang
Martínez errang seinen ersten internationalen Titel, als er 1999 bei der Universiade den 10.000-Meter-Lauf gewann. 2002 siegte er dann bei den Europameisterschaften in München vor Dieter Baumann. Vier Jahre später gewann er bei den Europameisterschaften 2006 in Göteborg die Silbermedaille hinter Jan Fitschen.
Bei Weltmeisterschaften belegte er über diese Distanz die Plätze 19 (1999 in Sevilla) und 12 (2001 in Edmonton). Bei den Olympischen Spielen 2004 in Athen wurde er Neunter.
Sein Debüt auf der Marathonstrecke gab Martínez 2002, als er auf Anhieb Dritter beim Rotterdam-Marathon wurde. Die gleiche Platzierung erreichte er dort 2003, und beim Marathon der Weltmeisterschaften in Edmonton belegte er den 16. Platz. Auch bei den nächsten beiden Weltmeisterschaften ging er im Marathon an den Start: 2005 in Helsinki kam er auf den 30. Platz, und 2007 in Osaka wurde er Zehnter. Ebenfalls 2007 wurde er Zweiter beim Rom-Marathon, und im Jahr darauf siegte er beim Madrid-Marathon und kam auf Platz 16 beim Marathon der Olympischen Spiele in Peking. Beim Marathon der Weltmeisterschaften 2009 in Berlin wurde er als bester Europäer Achter in 2:14:04 h. An den Europameisterschaften in Barcelona 2010 errang er in der gleichen Disziplin hinter dem überlegenen Viktor Röthlin die Silbermedaille.
Beim ersten Wings for Life World Run am 5. Mai 2014 legte er mit 55,56 km die größte Distanz aller Teilnehmer in Barcelona zurück.
2017 gewann er in Valencia das Rennen in Spanien mit 66,25 km.
Martínez ist 1,76 m groß und wiegt 62 kg. Er ist mit der Hockeyspielerin Nuria Moreno verheiratet.

## Bestzeiten
- 3000 Meter: 7:39,64 min, 17. Juli 2004, Madrid
- 5000 Meter: 13:11,13 min, 20. Juni 2006, Huelva
- 10.000 Meter: 27:30,56 min, 20. Juli 2003, Pontevedra
- Halbmarathon: 1:02:46 h, 3. Februar 2008, Granollers
- Marathon: 2:08:09 h, 13. April 2003, Rotterdam